# Ржава (станция)
Ржа́ва — узловая железнодорожная станция двупутного электрифицированного участка Курск — Белгород Крымского исторического железнодорожного хода, расположена в посёлке Пристень Курской области, относится к Белгородскому региону Юго-Восточной железной дороги РЖД. Пункт оборота электропоездов, следующих от станции Белгород. От станции отходит однопутная неэлектрифицированная линия до Обояни (31 км). Также на станции производится смена видов тяги поездов, маршрут которых проходит по двупутной неэлектрифицированной линии Сараевка — Старый Оскол.

## Пассажирское сообщение

### Пригородное
Осуществляется по направлениям:
- Белгород — Курск
- Ржава — Старый Оскол
- Белгород - Поныри
- Белгород - Воронеж-1
- Белгород - Ржава
- Курск - Ржава

### Дальнее
| Круглогодичное обращение поездов | Круглогодичное обращение поездов | Круглогодичное обращение поездов | Круглогодичное обращение поездов |
| № поезда                         | Маршрут движения                 | № поезда                         | Маршрут движения                 |
| -------------------------------- | -------------------------------- | -------------------------------- | -------------------------------- |
| 57/58 "Приосколье"               | Москва — Старый Оскол            | 57/58 "Приосколье"               | Старый Оскол — Москва            |
| 71 "Белогорье"                   | Москва — Белгород                | 72 "Белогорье"                   | Белгород — Москва                |
| 81                               | Санкт-Петербург — Белгород       | 82                               | Белгород — Санкт-Петербург       |
| 119                              | Санкт-Петербург — Белгород       | 120                              | Белгород — Санкт-Петербург       |
| 123                              | Новосибирск — Белгород           | 124                              | Белгород — Новосибирск           |
| 741                              | Москва — Белгород                | 742                              | Белгород — Москва                |
| 745                              | Москва — Белгород                | 746                              | Белгород — Москва                |

| Сезонное обращение поездов | Сезонное обращение поездов | Сезонное обращение поездов | Сезонное обращение поездов |
| № поезда                   | Маршрут движения           | № поезда                   | Маршрут движения           |
| -------------------------- | -------------------------- | -------------------------- | -------------------------- |
| 287                        | Воркута — Белгород         | 288                        | Белгород — Воркута         |
| 689                        | Старый Оскол — Белгород    | 690                        | Белгород — Старый Оскол    |

## История
Станция Марьино была открыта в 1869 году в составе линии Курск — Харьков строящейся Курско-Харьковско-Азовской железной дороги. Железная дорога проходила через Обоянский уезд, но находилась на значительном удалении от уездного центра.
В 1881 году обоянское земство получило разрешение и на строительство подъездной узкоколейной железной дороги (ширина колеи 914 мм) от города Обоянь до станции Марьино. Обоянская железная дорога протяжённостью в 29 вёрст 310 саженей (приблизительно 31,6 км) была открыта в 1882 году, но, на протяжении 15 лет эксплуатации, приносила земству только убытки. В результате, в 1897 году железнодорожная ветка была передана в управление государству (стала казённой).
В 1898 году станция Марьино была переименована в Клейнмихелево в честь графа Петра Андреевича Клейнмихеля, главноуправляющего путями сообщения и публичными зданиями в 1842—1855 годах, при котором началось массовое строительство железных дорог в Российской империи. Кроме того, в Обоянском уезде находились значительные владения дворянского рода Клейнмихель. В 1915 году, в связи с Первой мировой войной станция была переименована в Ржаву по названию небольшой реки, исток которой находится примерно в 1,5 км от станции.
По некоторым сведениям, железная дорога Обоянь — Ржава была перешита на широкую колею в 1936—1937 годах.
8 июня 1943 года, в ходе подготовки к Курской битве, Государственный Комитет Обороны принял постановление «О строительстве линии Старый Оскол — Ржава» протяженностью 95 километров по облегченным техническим условиям. Новая линия была построена и введена в эксплуатацию всего за 31 день, строительство велось с 15 июня по 17 июля 1943 года. Железнодорожная линия Ржава — Сараевка — Старый Оскол, получившая название «Дорога Мужества», ускорила доставку грузов, техники и войск к линии фронта и сыграла значительную роль в победе советских войск в Курской битве.
В 1960 году участок Курск — Белгород был электрифицирован (система постоянного тока напряжением 3 кВ), через станцию Ржава стали ходить пригородные электропоезда.

## Фотографии
| - Путевое развитие станции Ржава | - Крест на станции Ржава, установленный в честь 1020-летия Крещения Руси |